# Hydraena diazi
Hydraena diazi är en skalbaggsart som beskrevs av Trizzino, Jäch och Ignacio Ribera 2011. Hydraena diazi ingår i släktet Hydraena och familjen vattenbrynsbaggar. Inga underarter finns listade i Catalogue of Life.